# Eosentomon lijiangense
Eosentomon lijiangense är en urinsektsart som beskrevs av Yin, Xie och Imadaté 2000. Eosentomon lijiangense ingår i släktet Eosentomon och familjen trakétrevfotingar. Inga underarter finns listade i Catalogue of Life.